# 토머스 카트라이트

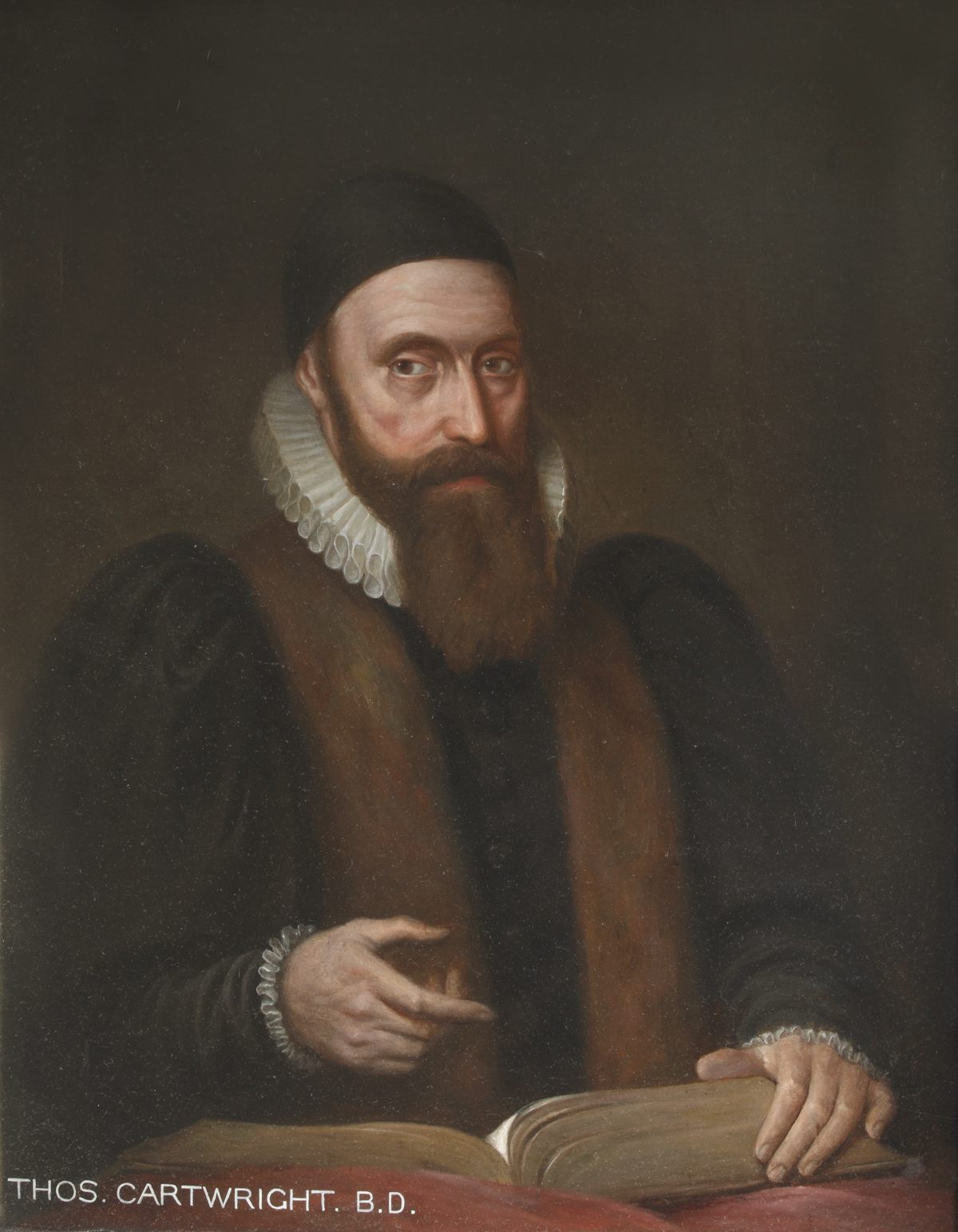
토마스 카트라이트

토마스 카트라이트(영어: Thomas Cartwright; 1535년-1603년 12월 27일)는 케임브리지 대학교의 유명한 교사로, 1570년에 사도행전을 강해하여 큰 영향을 미쳤다. 그의 두 제자로는 존 필드와 토마스 윌콕스가 있다. 그의 대담한 글이 포함된 '의회에 보내는 훈계'로 인해 그의 제자들이 수감되는 일도 벌어졌다. 그의 장로교에 대한 원칙은 그가 장로교에 영향을 미치는 근거가 되었다.
벤저민 워필드는 웨스트민스터 신앙고백의 성경론에 대하여 주요 기여자로 토머스 카트라이트를 언급하였다.

## 주요 활동
1569년에 카트라이트는 케임브리지에서 마가렛 여사의 신학교수로 임명되었다.
1570년에 영국 국교회에서 " 장로교주의의 첫번째 공식적 부르삼"에 대하여 설교하였다.
1570년 12월에, 존 휘트기프트는 부총장이 되면서, 카트라이트를 해고하였다.
1571년 9월에, 존 휘트기프트는 카트라이트의 신학 석사학위를 해제하였다.
그 이후, 카트라이트는 제네바에 가서 테오도르 드 베즈를 방문하였다.
1572년 잉글랜드로 다시 돌아 온 뒤 케임브리지에서 히브리어 교수가 되었다.
그 이후, 체포를 피하기 위해 다시 해외로 도피하여 안트베르펜과 미들버그에서 영국인으로 거주하였다.

## 주요 원칙
1. 대주교와 부감독(archdeacon) 제도는 폐지되어야 한다.
2. 교회의 임직은 신약성경에 기초되어야 하며, 목사가 설교를 해야 하며, 집사는 가난한 자를 도와야 한다.
3. 교회 직분은 교회에서 선출되어야 하며, 국가가 임명해서는 안된다.

## 테오도르 드 베즈의 추종자
에드윈 샌더스 주교는 카트라이트에 대해 장로교주의를 만든 장본인이며, 테오도르 베즈의 추종자라고 주장하였다. 이것은 카트라이트가 장로교 교회정치를 베즈에 의해 영향을 받아 영국에 심었다는 주장이다.
1. ↑  Fesko, J. V., 1970-. 《The theology of the Westminster standards : historical context and theological insights》. Wheaton, Illinois. ISBN 978-1-4335-3311-2.
2. ↑  켄달, R.T (1993). 〈9.칼빈신학의 청교도적 변형〉. 《칼빈의 서양에 끼친 영향》. Sŏul: K'ŭrisŭch'yan Daijesŭt'ŭ. 245쪽. ISBN 89-447-0198-9.